# The Augusta Chronicle
El Augusta Chronicle es un periódico de Augusta, Georgia, Estados Unidos. Se considera uno de los periódicos más antiguos de Estados Unidos ya que fue fundado en 1785.
Además de proveer una edición en línea diaria, también se pueden buscar artículos que alguna vez publicó el periódico desde el día de su fundación.
Es publicado por la compañía de medios de comunicación Morris Communications.
- Datos: Q2065751